# 画像砖

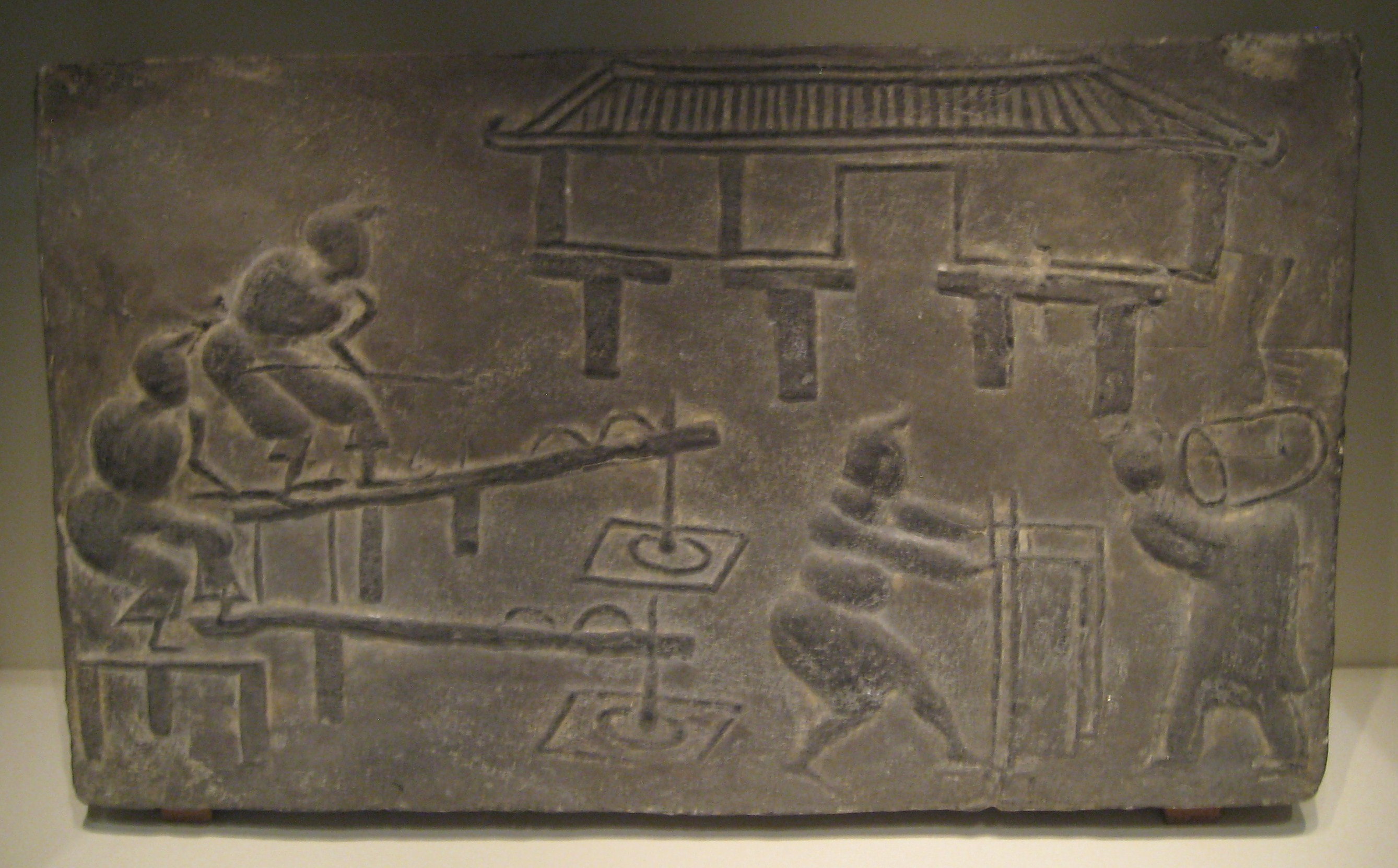
漢代畫像磚

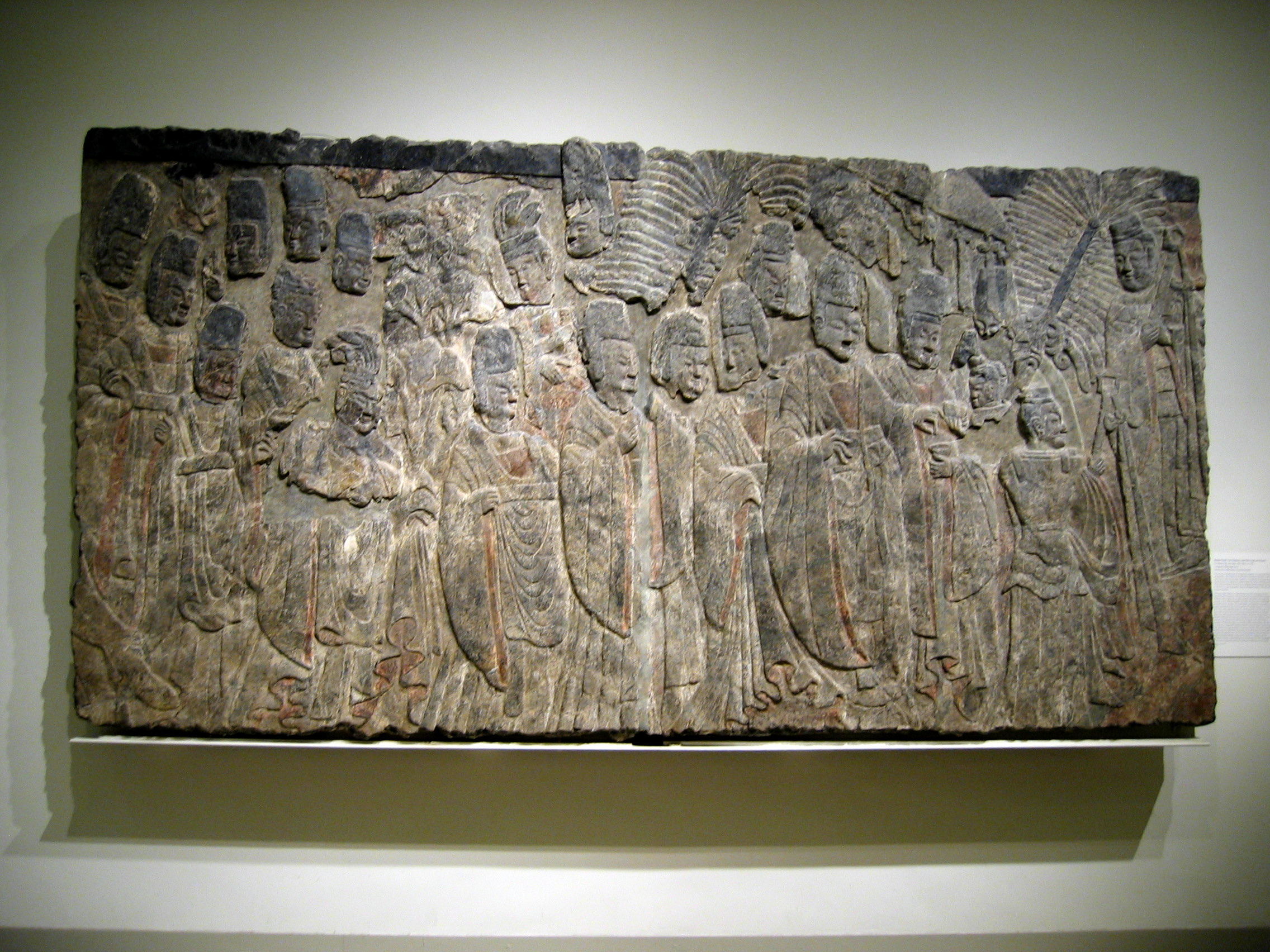
北魏畫像磚

画像砖是一种建筑装饰构件，与画像石类似。是将加工好的泥胚放入模中制成坯砖，在半乾后去掉木模用刻有图案内容的印模印出各种图案和图像，分空芯砖和实心砖两种。中國傳統建築的画像砖始于战国，盛于两汉，三国两晋南北朝时期继续流行。东汉是画像砖的鼎盛时期。
它盛行于中原、西南和江南的广大地区，尤以河南、四川两省出土最多，各地的画像砖石，各有特色，山东朴重、四川活泼、河南雄健，在中国绘画雕刻史上有重要的艺术价值。秦汉至西汉时期画像砖主要用于装饰宫殿府舍的阶基。西汉中期以后主要用于装饰墓室壁画。
秦代的画像砖用模印和刻画两种方法制成，图案有骑马射猎、宴享宾客等画面；在咸阳秦宫遗址，还出土刻画着龙凤图案及人面鸟身的画缘空心砖，线刻流利生动，此外还有一种模印几何纹铺地方砖。
西汉初期有回字纹与菱格纹的铺地方砖，以及浮雕感强的青龙白虎等四神画像砖；西汉中后期出土的模印空心砖，多采用阳模，题材有执戈门吏、持戟武士、迎宾拜谒、骑士涉猎、扶桑、朱雀等。
东汉画像砖以河南、四川两省出土最多。艺术造诣最高的是四川成都一带出土的东汉后期画像砖，绝大部分刻画现实生活，其中既有表现墓主人生前地位的门阙仪卫、车马出行、宴饮观舞等场面，也有反映封建庄园经济生产及集市贸易的场面，代表作有弋射收获画像砖，荷塘鱼猎画像砖等。